# Karin Bohle-Lawrenz
Karin Bohle-Lawrenz (* 26. November 1957 in Bremen; † 15. Mai 2024 ebenda) war eine deutsche Politikerin (SPD, FDP), Lehrerin und Abgeordnete der Bremischen Bürgerschaft.

## Biografie

### Ausbildung und Beruf
Lawrenz besuchte bis zum Jahr 1978 das Gymnasium Huckelriede in Bremen. Nach dem Abitur studierte sie von 1980 bis 1983 Psychologie und Soziologie an der FU Berlin sowie ab 1983 Biologie und Deutsch, mit dem Schwerpunkt Deutsch als Fremdsprache, an der Universität Bremen und schloss 1989 bzw. 1995 das Studium mit den Staatsexamina ab. Von 1986 bis 1999 leitete sie verschiedene Kurse und Klassen bei freien Bildungsträgern. In den Jahren 1999 bis 2007 war sie Lehrerin an einer Brennpunktschule in Delmenhorst. Seit 2011 war sie bis  zu ihrer Pensionierung nur wenige Monate vor ihrem Tod an der Oberschule Roland zu Bremen in Bremen-Huchting tätig.  
Sie war verheiratet und hatte einen Sohn.

### Politik
In den Jahren 2003 bis 2007 war Bohle-Lawrenz Mitglied im Stadtteilbeirat von Bremen Woltmershausen. Von 2007 bis 2011 gehörte sie als Abgeordnete der SPD Bremen der Bremer Bürgerschaft an. Anfangs war sie auch Mitglied der Deputation für Bildung und Sprecherin für Berufliche Bildung. Sie war weiter vertreten in den Ausschüssen für Angelegenheiten der Häfen, für Bundes- und Europaangelegenheiten, internationale Kontakte und Entwicklungszusammenarbeit, für Wissenschaft und Forschung, für die Gleichstellung der Frau, in den Betriebsausschüssen GeoInformation und Umweltbetrieb Bremen, in den Petitions- und in den Rechnungsprüfungsausschüssen sowie in den Deputationen für Wirtschaft und Häfen sowie für Umwelt und Energie.
Im November 2014 trat Bohle-Lawrenz aus der SPD aus und wechselte zur FDP Bremen, für die sie erfolglos zur Bürgerschaftswahl in Bremen 2015 kandidierte und für die sie ein Mandat im Beirat des Bremer Stadtteils Woltmershausen für die Legislaturperiode 2015 bis 2019 errang.
Ihr größter politischer Erfolg, für den sie sich schon während ihrer Zeit im Stadtteilbeirat und als stellvertretende Ortsvereinsvorsitzende der SPD seit 2005 einsetzte, war die Renaturierung des Weserufers in Woltmershausen/Rablinghausen und insbesondere die Neuanlage des Sandstrandes in Rablinghausen, welcher im Jahr 2009 eröffnet wurde.
Ihre Petition für Hundeauslaufflächen von 2011 bekam 1827 Unterzeichner.